# Nieuw-Vennep
Nieuw-Vennep é uma pequena cidade na província da Holanda do Norte. Tem aproximadamente 25.000 habitantes. Situa-se na região do Randstad, região comercial dos Países Baixos que compreende as cidades de Amsterdã, Roterdã e a Haia. Nieuw-Vennep localiza-se a 30 km de Amsterdã. 
A cidade, apesar de ser pequena, tem excelente infra-estrutura, especialmente para famílias.  Um dos bairros mais recentes já criados, o Getsewoud Zuid, possui excelentes escolas de ensino básico e pequenos playgrounds infantis em cerca de 50% de suas ruas. A cidade é bem organizada, limpa e moderna. Possui um centro comercial para o público em geral chamado De Symphonie e outro, mais voltado aos comerciantes, chamado Linquenda. A cidade têm diversidade de lojas em comparação ao seu porte, podendo-se encontrar desde joalheiras até grandes supermercados. No aspecto religioso é possível encontrar igrejas cristãs das mais diversas. Nieuw-Vennep possui uma escola secundária que atende todas as necessidades de uma boa escola secundária nos Países Baixos. O cólegio secundário Herbert Vissers possui Gimnasyum e Atheneum, os dois níveis mais elevados numa escola secundária neerlandesa. Possui também classes técnicas e ensino normal, além do científico. A cidade é tranquila, com poucos e bons restaurantes - pode-se encontrar comida chinesa, neerlandesa, indonésia, italiana e grega, entre outras, e ainda alguns cafés e bares noturnos em pouca quantidade. Várias empresas possuem escritórios e até mesmo pequenas fábricas na área industrial da cidade.
O povo da cidade provém de várias partes do mundo e dos Países Baixos, e por se localizar muito próxima a Amsterdã, possui a mesma riqueza cultural da capital neerlandesa, permitindo que estrangeiros de diferentes credos e culturas convivam pacificamente. A vida social dos adolescentes é bastante agitada devido a grande quantidade de atividades oferecidas pela prefeitura, clubes e associações. Nieuw Vennep possui um club com piscina aberta, escolas de dança, de tênis, de futebol, de korfbal (típico esporte neerlandês similar ao basquete), escolas de equitação, de tênis de mesa, de artes e de artes dramáticas, entre outras. 